# Browar Głubczyce
Browar Głubczyce S.A. Browar w Głubczycach – browar przemysłowy w Głubczycach. 

## Historia
Browar przemysłowy w Głubczycach został założony w 1856 roku przez piwowara Wilhelma Haudego. W 1861 roku przedsiębiorstwo przejął drogą spadku August Weberbauer. W 1885 roku właścicielem zakładu został zięć Augusta Weberbauera, Viktor Czerwonski.
W drugiej połowie XIX wieku moce produkcyjne browaru wynosiły 14 000 hektolitrów piwa. W 1898 roku zakład został gruntownie przebudowany i zmodernizowany. W 1908 roku Viktor Czerwonski utworzył spółkę Brauerei A. Weberbauer GmbH.
W 1928 roku browar w Głubczycach wstąpił do Górnośląskiego Związku Browarów Oberschlesischer Brauerei Verein. W okresie III Rzeszy przystąpił do Wschodnioniemieckiego Związku Gospodarki Piwowarskiej w Berlinie (Brauwirtschaftsverband Ostdeutschland). W okresie międzywojennym moce produkcyjne browaru wynosiły 70 000 hektolitrów piwa.
Po zakończeniu II wojny światowej zakład został przejęty przez władze Polski Ludowej i upaństwowiony. Uruchomiono go ponownie w 1951 roku i włączono pod nazwą Zakład Nr 7 do nowo utworzonych Głubczyckich Zakładów Piwowarsko-Słodowniczych, które w 1970 roku przemianowano na Opolskie Zakłady Piwowarsko-Słodownicze, a w 1975 roku na Zakłady Piwowarskie w Głubczycach.

## Produkty
Lager
- Rycerskie Mocne
- Hammer
- Birella
- BG Pilzner
- BG Classic
- BG Strong
- BG Serious
- Kastel
- Brax
- Karlik
- Pils Export
- Tesco Jasne Pełne
- Sudeckie
- Special Pils
- Special Mocne
- Grodzkie niefiltrowane
- Romper Strong
- Stern Strong
- Stern Extra Strong
- V.I.P Original